# Thimphu (distrikt)
Thimphu (Dzongkhag: ཐིམ་ཕུ་རྫོང་ཁག་; Wylie: Thim-phu rdzong-khag) är ett av Bhutans tjugo distrikt (dzongkha). Huvudorten är Thimphu. 
Distriktet har cirka 98 676 invånare på en yta av 2,067 km².

## Administrativ indelning
Distriktet är indelat i tio gewog:
- Bapbi Gewog
- Chang Gewog
- Dagala Gewog
- Genyekha Gewog
- Kawang Gewog
- Lingzhi Gewog
- Mewang Gewog
- Naro Gewog
- Soe Gewog
- Toepisa Gewog

Thimphu (distrikt)
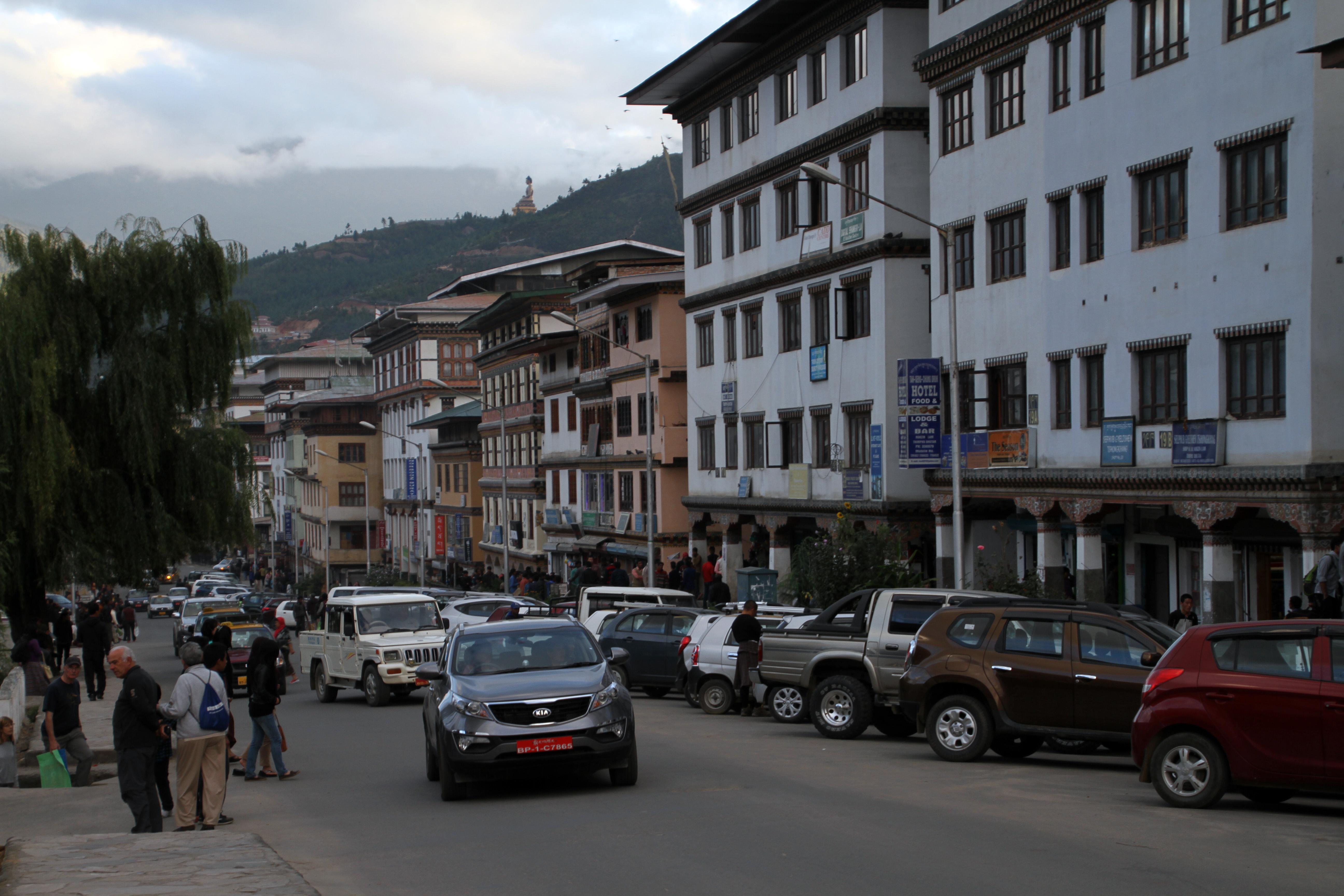
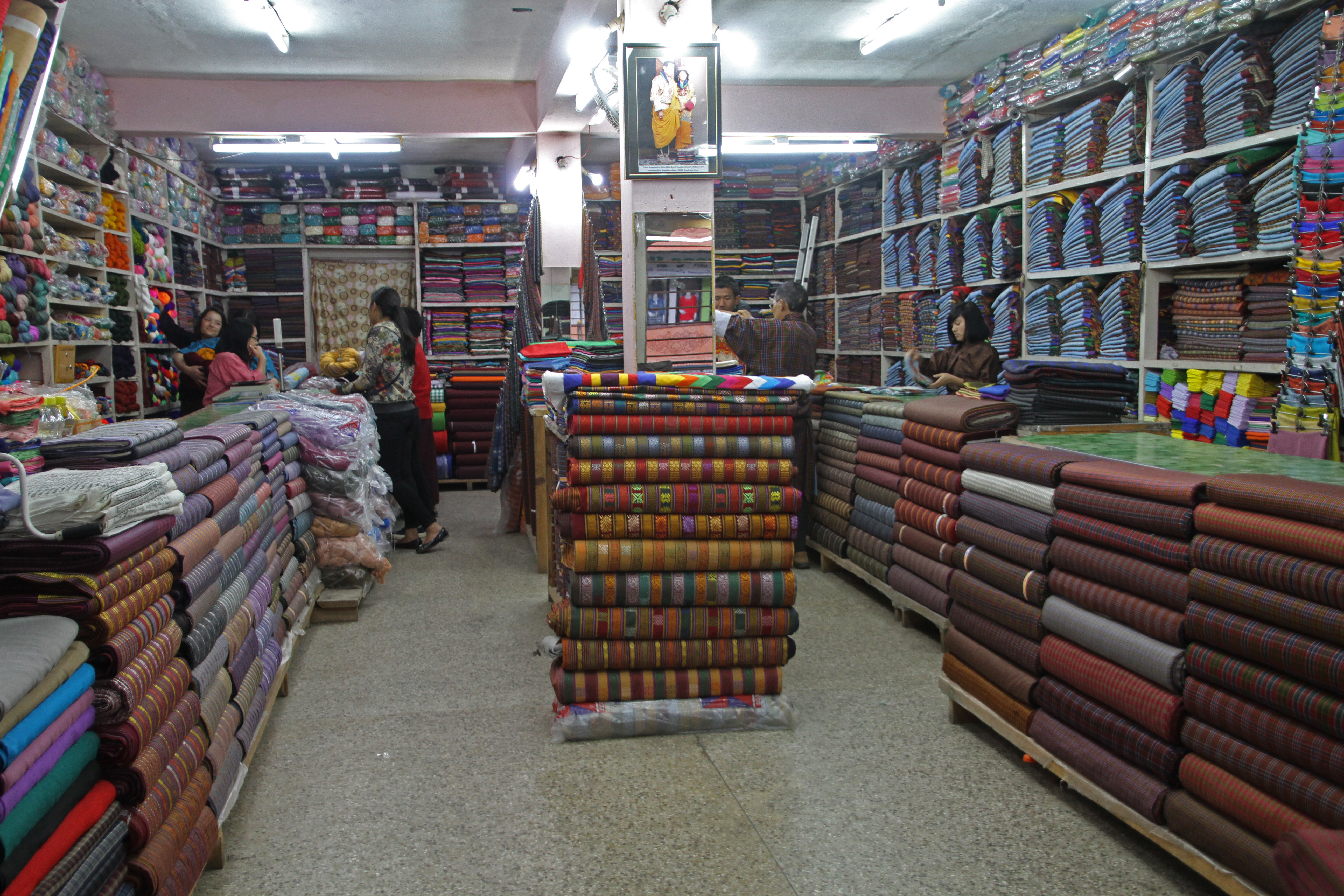
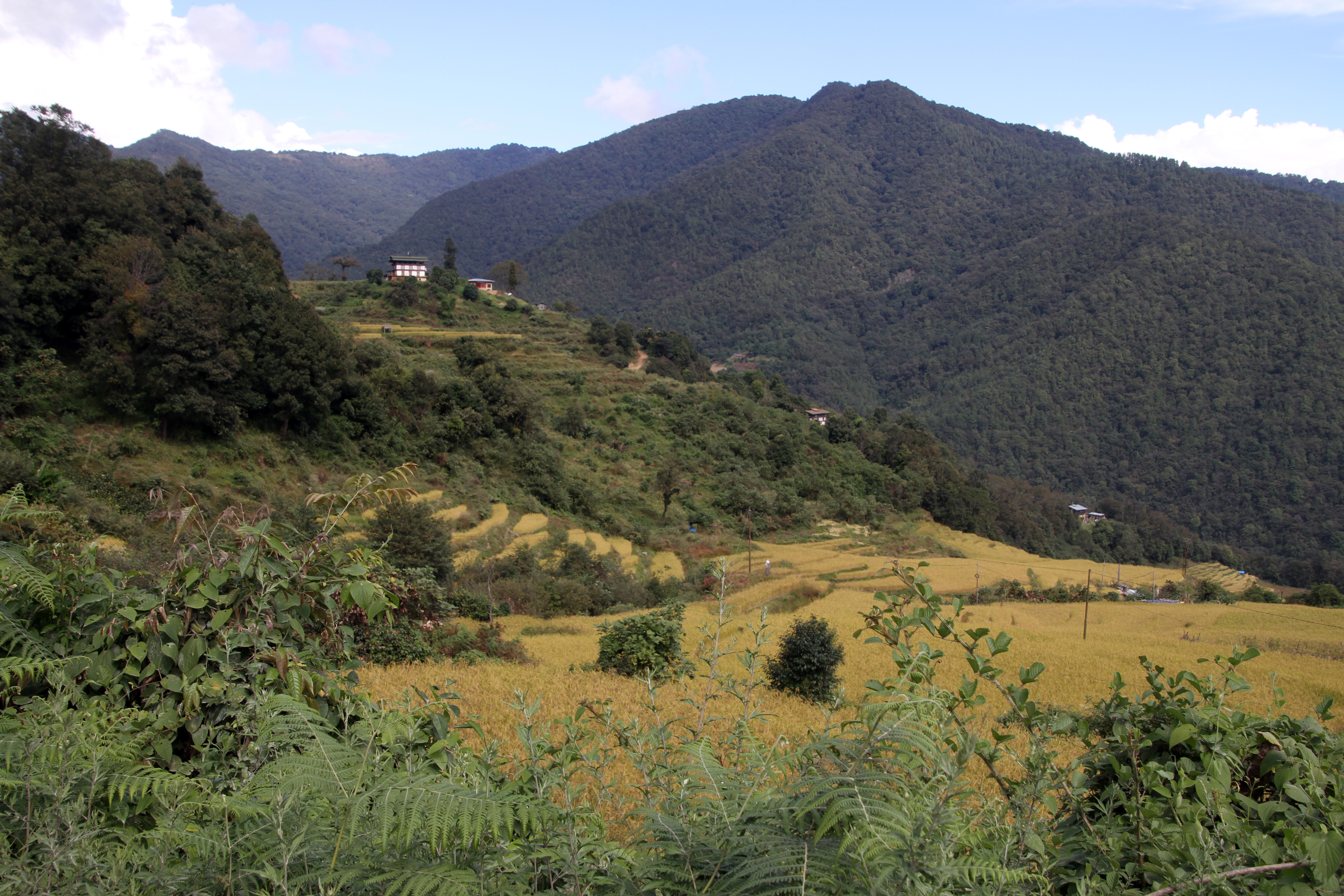
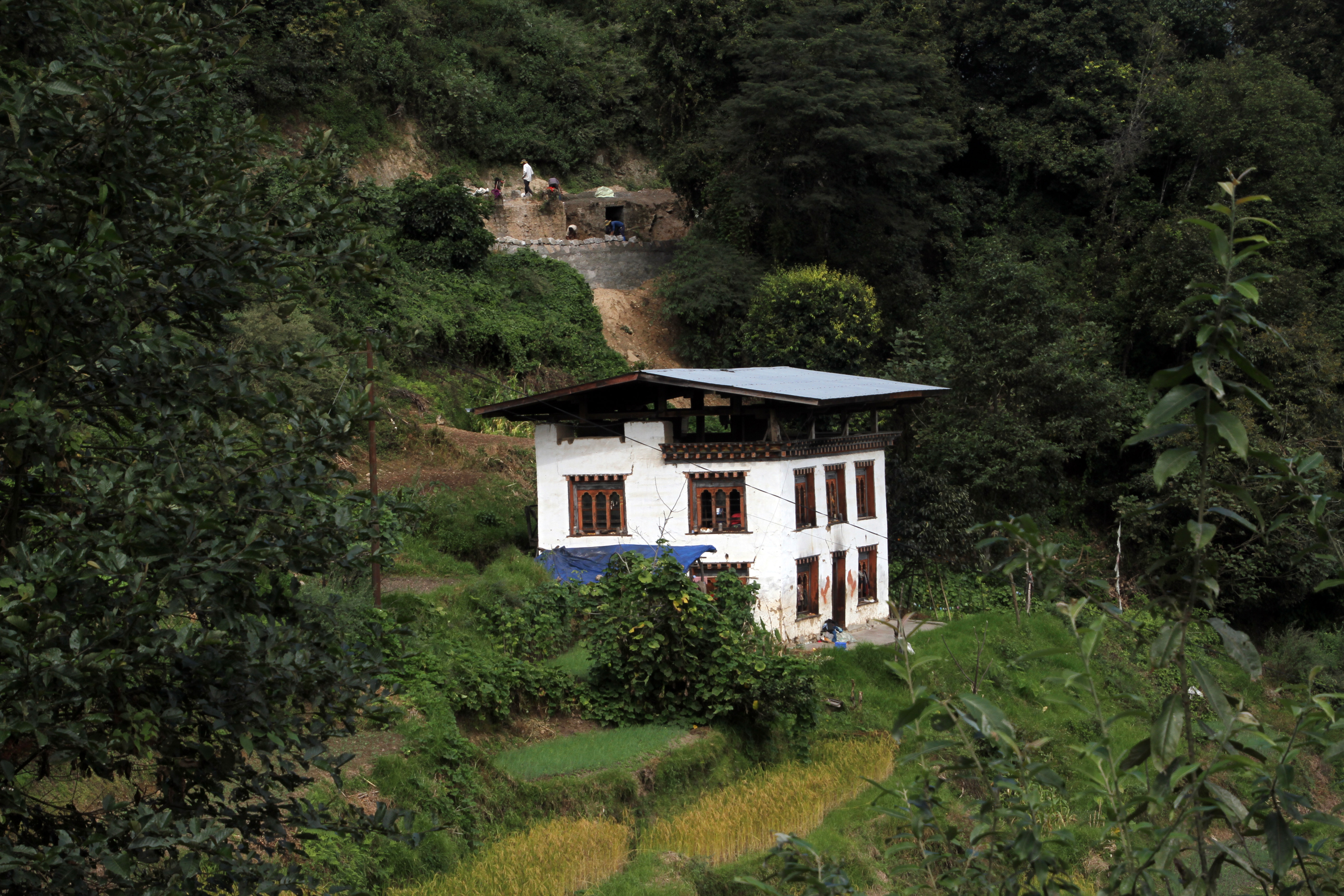
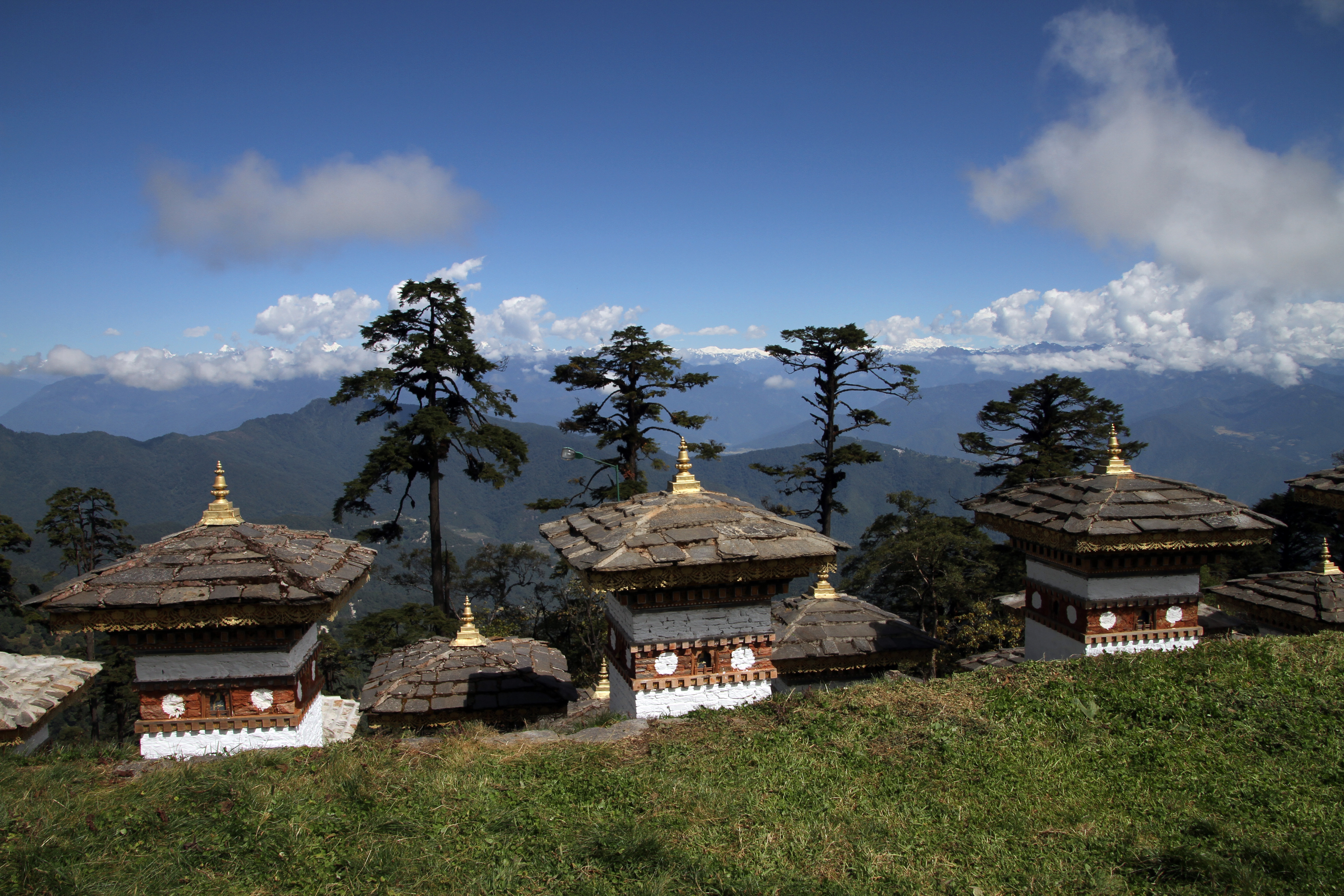
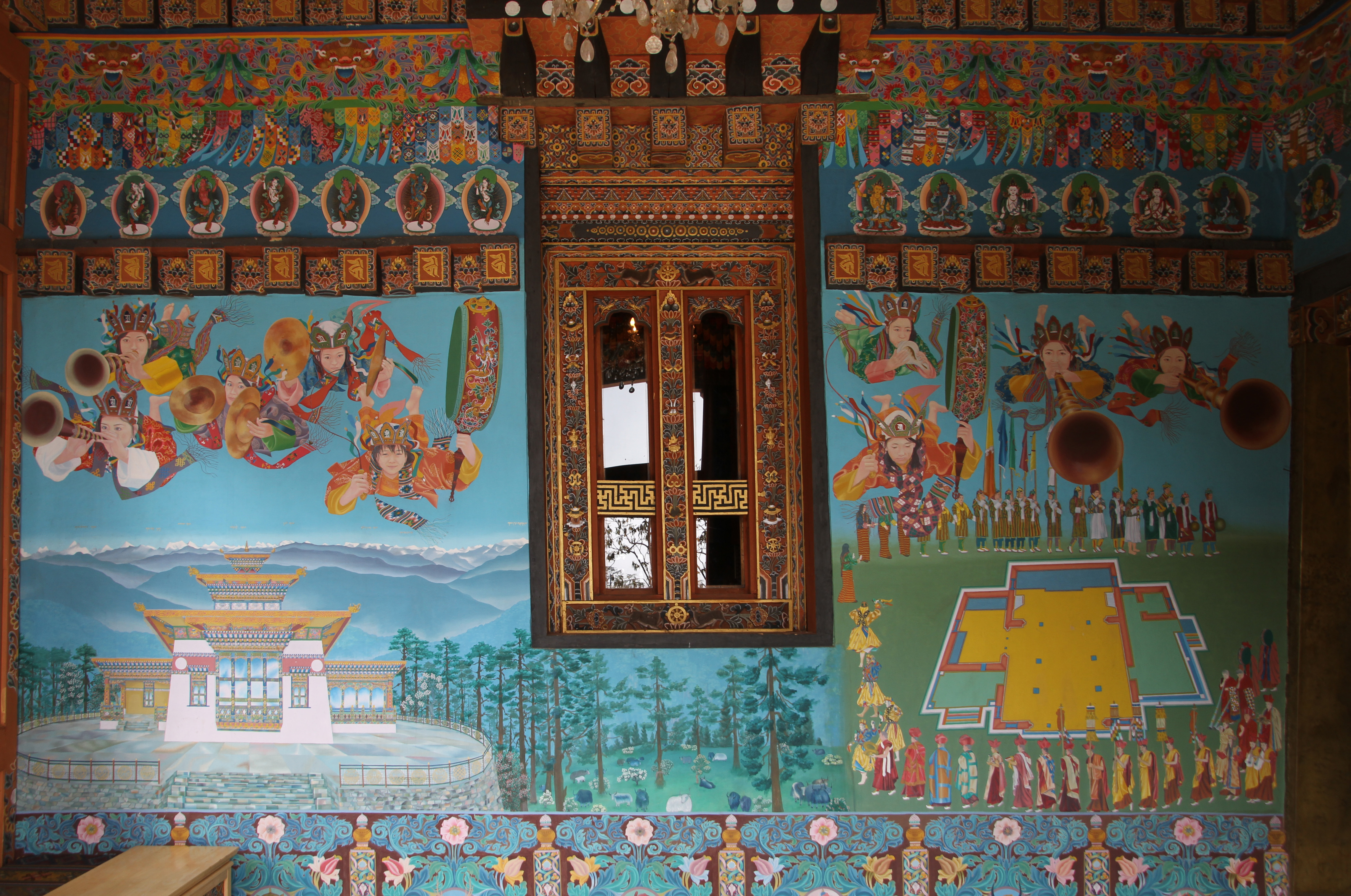
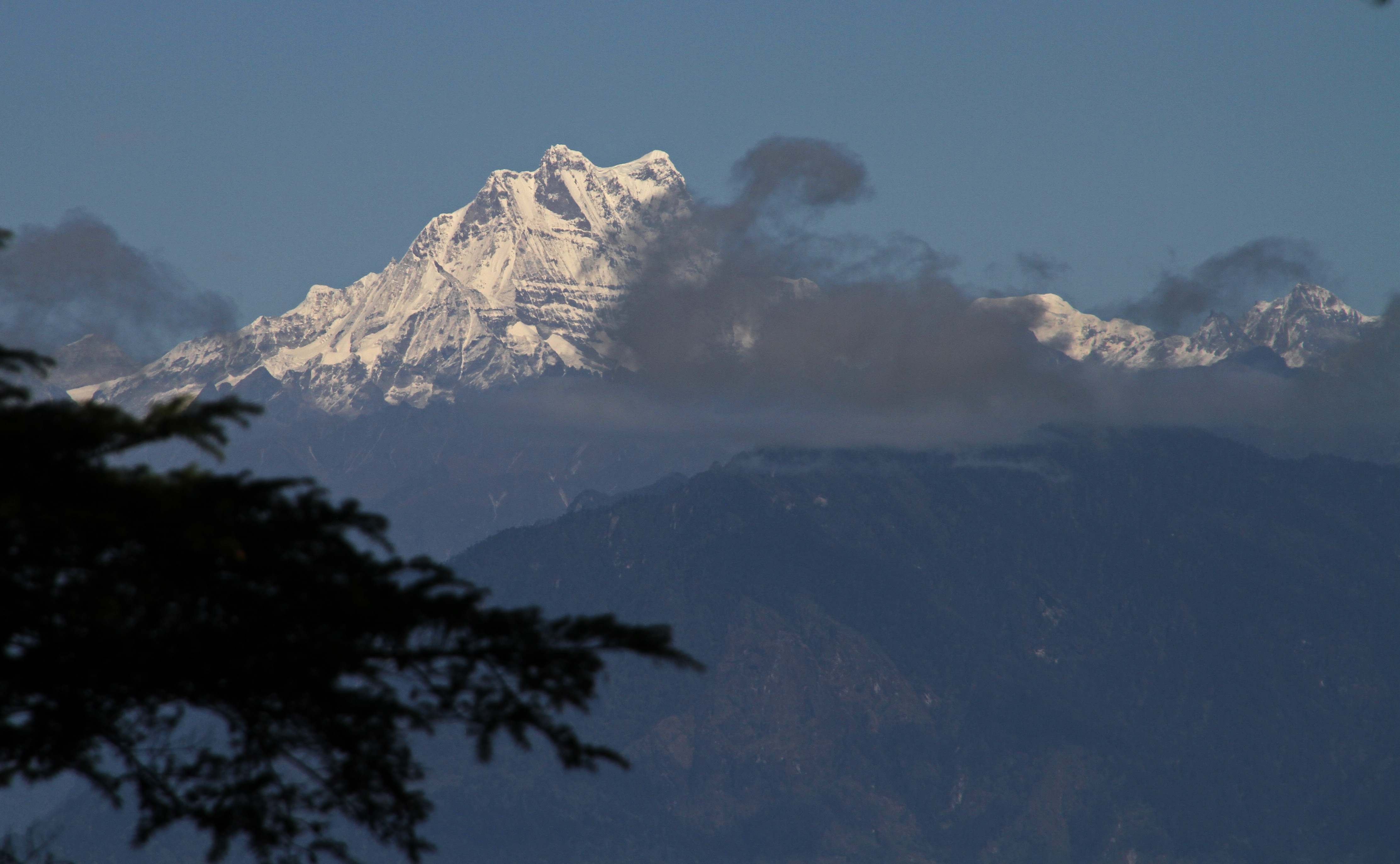